# Druckröhrenreaktor
Ein Druckröhrenreaktor (auch Heavy Water Compression Reactor, HWCR) ist eine besondere Bauform eines Kernreaktors, bei der sich die Brennelemente nicht in einem gemeinsamen großen Reaktordruckbehälter, sondern einzeln in druckfesten Röhren befinden. Die Druckröhren werden vom Kühlmittel durchströmt. Das Kühlmittel ist aber nicht gleichzeitig Moderator, sondern der Moderator (in fester oder flüssiger Form) umgibt die Druckröhren außen. Druckröhrenreaktoren zur Verwendung in Kernkraftwerken können nach dem Siedewasserprinzip arbeiten – der Dampf für die Turbine entsteht direkt in den Druckröhren, also im Reaktorkern – oder nach dem Druckwasser-Prinzip mit Dampferzeuger und getrenntem Wasser-Dampf-Kreislauf.
Die bekanntesten Druckröhrenreaktor-Typen für Kernkraftwerke sind der russische RBMK-Reaktor und der kanadische CANDU-Reaktor. Beim Siedewasserreaktor RBMK dient als Kühlmittel leichtes Wasser und Graphit als Moderator. Beim Druckwasserreaktor CANDU dient schweres Wasser sowohl als Moderator wie als Kühlmittel. Der Kühlkreislauf steht allerdings unter hohem Druck und ist getrennt vom Moderatortank. Weniger bekannt ist der MKER, der Nachfolgetyp des RBMK mit verbesserten Sicherheitsvorrichtungen. Ein weiterer Typ war im deutschen Kernkraftwerk Niederaichbach getestet worden. Hier diente gasförmiges Kohlenstoffdioxid (CO2) als Kühlmittel und schweres Wasser als Moderator.
Auch die militärischen, in der Sowjetunion zur Erzeugung von Waffenplutonium genutzten ADE-Reaktoren waren Druckröhrenreaktoren.

## Brennelemente

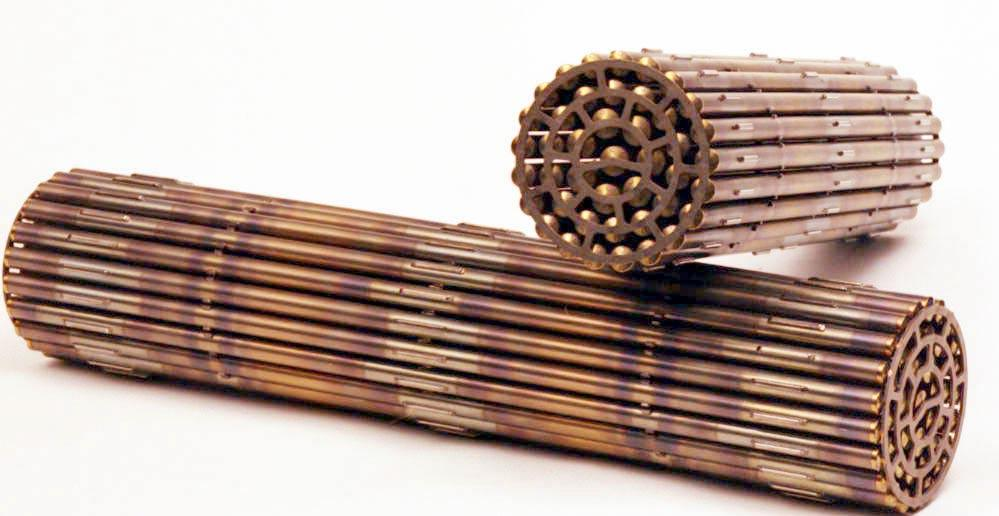
Brennelemente eines CANDU-Reaktors

Die Brennelemente sind auch beim Druckröhrenreaktor Bündel von parallelen Brennstäben. Entsprechend der Form der Druckröhre ist der Querschnitt des Brennelements allerdings kreisrund. Konstruktive Besonderheiten beim CANDU-Brennelement ergeben sich daraus, dass dieses nicht senkrecht hängend, sondern in waagerechter Stellung eingesetzt wird.

## Vorteile
Druckröhrenreaktoren bieten einige technische und wirtschaftliche Vorteile:
- Einzelne Druckröhren lassen sich leichter herstellen als ein großer Druckbehälter.
- Reaktoren lassen sich leichter in verschiedenen Leistungsgrößen bauen, da man ohne großen technischen Aufwand die Zahl der Röhren (und damit die Leistung) an den jeweiligen Bedarf anpassen kann.
- Einzelne Brennelemente können während des laufenden Leistungsbetriebs (Stromerzeugung) gewechselt werden. Regelmäßige längere Stillstandszeiten zum Brennstoffwechsel wie etwa bei normalen Druck- und Siedewasserreaktoren entfallen. Der Reaktor braucht daher auch nicht mit einem großen Brennstoffüberschuss beladen zu werden; dies verbessert die Sicherheit gegen Reaktivitätsstörfälle.
- Durch Zu- oder Abschalten von Druckröhrengruppen (beim RBMK und MKER auch einzelnen Druckröhren) kann die Reaktorleistung auf verschiedene Werte eingestellt werden.

## Nachteile und Risiken
Als Nachteile aus sicherheitstechnischer Sicht sind zu nennen:
- Es müssen bei Hunderten von Druckröhren Betriebsparameter ausgelesen und kontrolliert werden. Die Steuerung und Kontrolle des Reaktors ist dadurch komplexer und störanfälliger. Dies muss durch entsprechenden Aufwand bei der Steuerungstechnik ausgeglichen werden.
- Bei einem Kühlmittelverluststörfall fällt nicht automatisch der Moderator mit aus, so dass die Reaktivität nicht zwangsläufig abnimmt. Im Fall von Leichtwasser als Kühlmittel, wie beim RBMK, nimmt sie sogar zu, da die neutronenabsorbierende Wirkung des Kühlmittels fehlt; der Kühlmittelverlustkoeffizient ist also positiv. Dies kann einen schnellen Leistungsanstieg bewirken. Beim Reaktorunglück von Tschernobyl trug diese Eigenschaft des RBMK-Reaktors wesentlich bei zum Eintreten prompter Überkritikalität mit Entzündung des Graphits und den weiteren katastrophalen Folgen.

## Proliferationsrisiko
Die Möglichkeit, bei laufendem Leistungsbetrieb einzelne Brennelemente auszuwechseln, erlaubt es, auch beim Betrieb als Kernkraftwerk gleichzeitig mit der Stromerzeugung laufend Waffenplutonium zu gewinnen, also relativ reines Plutonium-239 mit nur geringem Anteil höherer Pu-Isotope, das sich für militärisch interessante Kernwaffen eignet. Ein Export solcher Reaktoren stellt daher hinsichtlich der nuklearen Proliferation ein größeres Risiko dar als Reaktoren mit großem Druckbehälter, die für jeden Brennelementwechsel als Ganzes abgeschaltet und geöffnet werden müssen.